# 司町 (岐阜市)
司町（つかさまち）は、岐阜県岐阜市の町名。郵便番号は500-8076（集配局:岐阜中央郵便局）。

## 地理
岐阜市中央部に位置し、東は泉町、西は佐久間町、南は美江寺町、北は伊吹町に接する。
岐阜市役所所在地であり、1966年（昭和41年）までは岐阜県庁の所在地でもあった。

## 世帯数と人口
2024年（令和6年）4月1日現在の世帯数と人口は以下の通りである。
| 町丁 | 世帯数 | 人口 |
| ---- | ------ | ---- |
| 司町 | 22世帯 | 41人 |

## 学区
市立小・中学校に通う場合、学区は以下の通りとなる。
| 地域 | 小学校             | 中学校                 |
| ---- | ------------------ | ---------------------- |
| 全域 | 岐阜市立岐阜小学校 | 岐阜市立岐阜中央中学校 |

## 歴史

### 町名の由来
小字都賀佐町（東都賀佐町・西都賀佐町）による。

### 沿革
- 1909年（明治42年）6月8日 - 今泉（字泉町・片町先・東都賀佐町・西都賀佐町）の一部より、司町が成立[6][4]。

## 施設
- 岐阜市役所本庁舎

2021年（令和3年）に、今沢町にあった3代目本庁舎から新築移転した4代目の本庁舎。地上18階建て。
- みんなの森 ぎふメディアコスモス
  - 岐阜市立中央図書館
- JAぎふ本店
- 旧岐阜県庁舎

1924年（大正13年）に3代目岐阜県庁舎として竣工した建物で、1966年（昭和41年）に市内薮田（薮田南）に移転後、岐阜県岐阜総合庁舎として使用された。2013年（平成25年）閉庁。

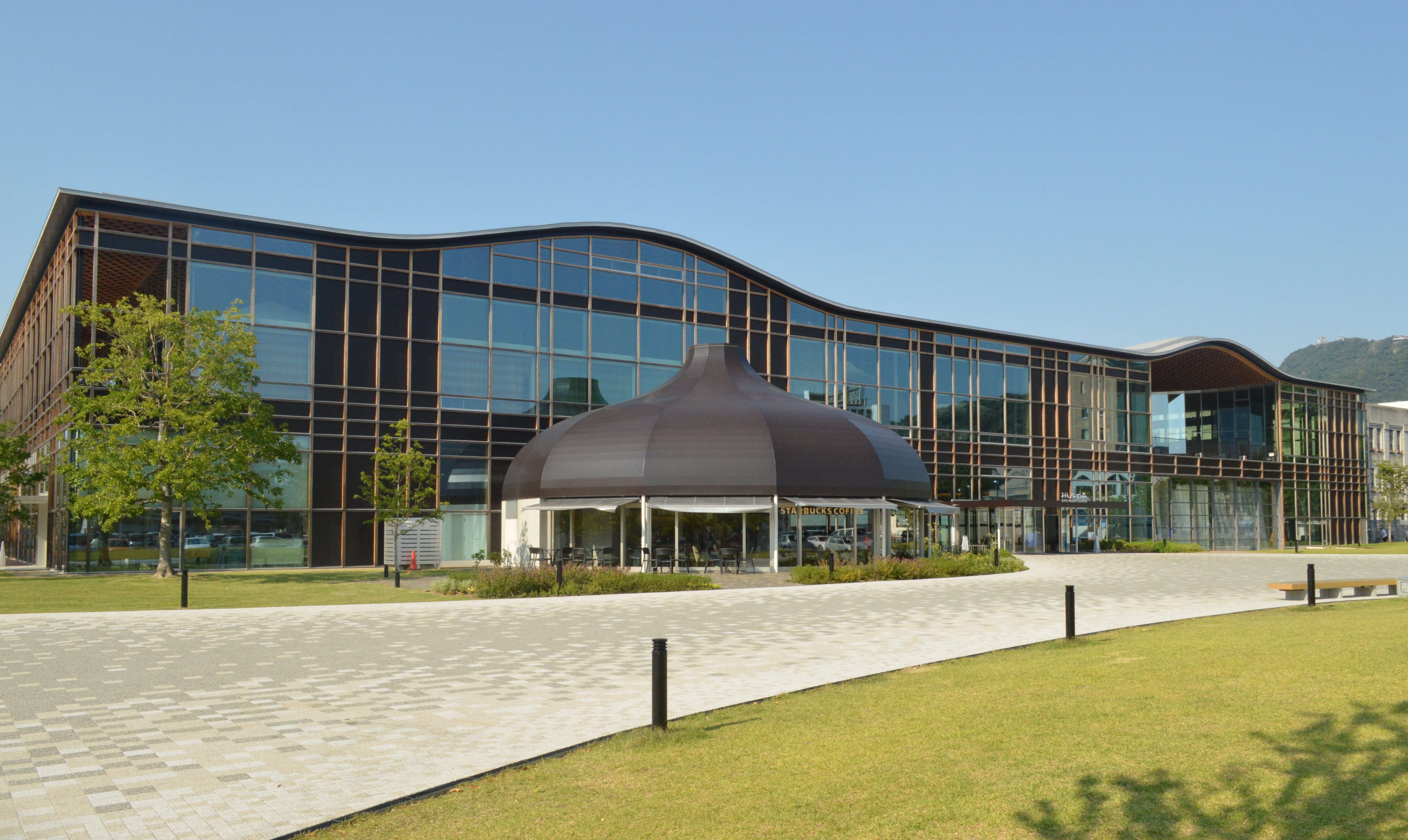
ぎふメディアコスモス
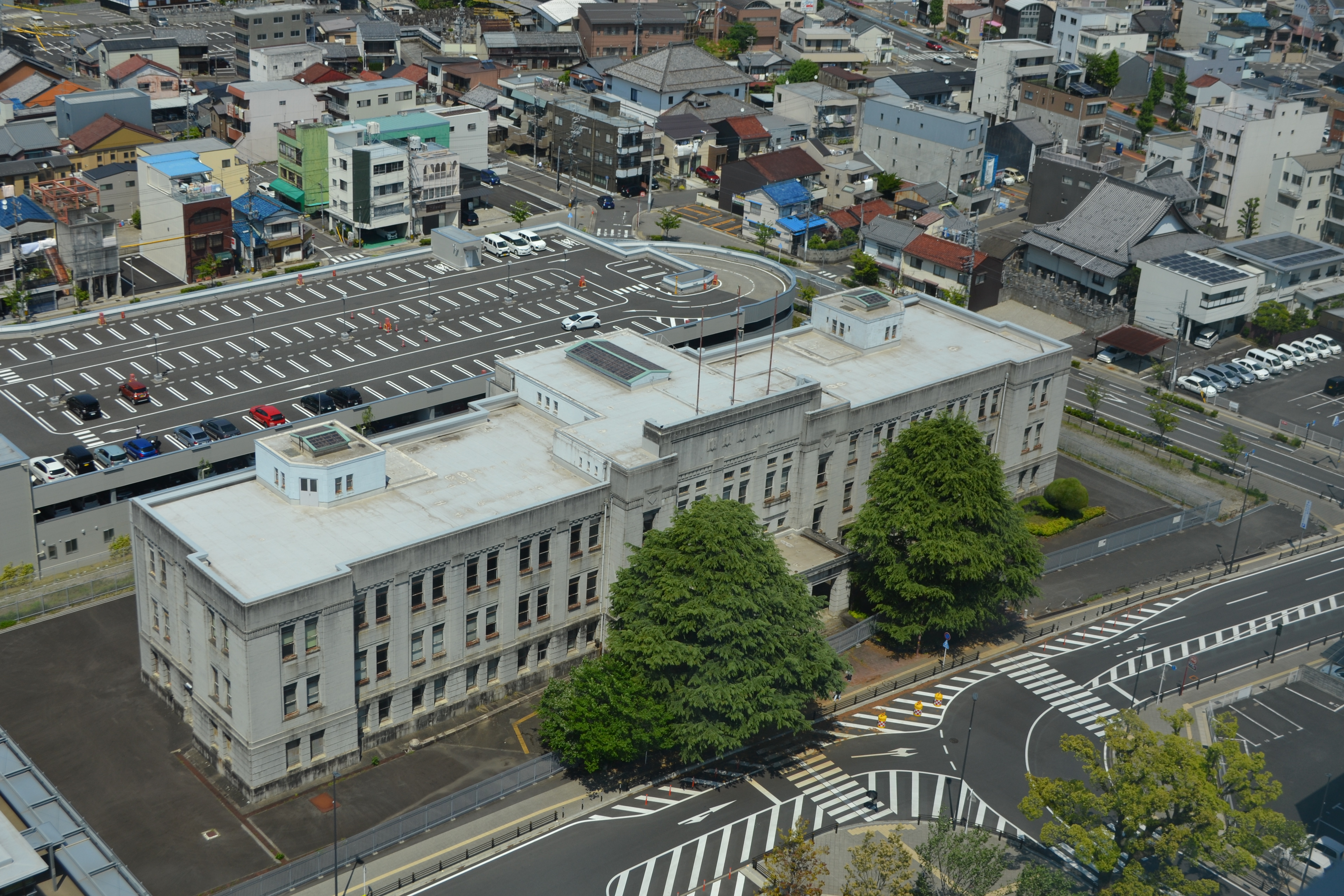
旧岐阜県庁舎（旧岐阜総合庁舎）